# العلاقات البوسنية الجنوب إفريقية
العلاقات البوسنية الجنوب أفريقية هي العلاقات الثنائية التي تجمع بين البوسنة والهرسك وجنوب أفريقيا.

## مقارنة بين البلدين
هذه مقارنة عامة ومرجعية للدولتين:
| وجه المقارنة                                              | البوسنة والهرسك                                             | جنوب أفريقيا |
| --------------------------------------------------------- | ----------------------------------------------------------- | --- |
| المساحة (كم2)                                             | 51.20 ألف                                                   | 1.22 مليون |
| عدد السكان (نسمة)                                         | 3.51 مليون                                                  | 57.73 مليون |
| الكثافة السكانية (ن./كم²)                                 | 68.55                                                       | 47.32 |
| العاصمة                                                   | سراييفو                                                     | بريتوريا، بلومفونتين، كيب تاون |
| اللغة الرسمية                                             | اللغة البوسنوية، اللغة الكرواتية، اللغة الصربية             | لغة إنجليزية، اللغة الأفريقانية، اللغة النديبلي الجنوبية، اللغة السوثو الشمالية، اللغة السوتية، لغة سوازي، اللغة التسونجا، اللغة التسوانية، اللغة الفيندية، اللغة الكوسية، اللغة الزولوية |
| العملة                                                    | مارك بوسني                                                  | راند جنوب أفريقي |
| الناتج المحلي الإجمالي (بليون دولار)                      | 18.17 مليار                                                 | 349.42 مليار |
| الناتج المحلي الإجمالي (تعادل القوة الشرائية) بليون دولار | 41.35 مليار                                                 | 725.91 مليار |
| الناتج المحلي الإجمالي الاسمي للفرد دولار أمريكي          | 4.25 ألف                                                    | 5.72 ألف |
| الناتج المحلي الإجمالي للفرد دولار أمريكي                 | 10.43 ألف                                                   | 13.05 ألف |
| مؤشر التنمية البشرية                                      | 0.733                                                       | 0.666 |
| رمز المكالمات الدولي                                      | +387                                                        | +27 |
| رمز الإنترنت                                              | .ba                                                         | .za |
| المنطقة الزمنية                                           | توقيت وسط أوروبا، ت ع م+01:00، ت ع م+02:00، أوروبا/سراييفو ‏ | ت ع م+02:00، أفريقيا/جوهانسبرغ ‏ |

## منظمات دولية مشتركة
يشترك البلدان في عضوية مجموعة من المنظمات الدولية، منها:
| علم المنظمة | اسم المنظمة                        | تاريخ انضمام البوسنة والهرسك | تاريخ انضمام جنوب أفريقيا |
| ----------- | ---------------------------------- | ---------------------------- | ------------------------- |
|             | مؤسسة التنمية الدولية              | 25 فبراير 1993               | 12 أكتوبر 1960            |
|             | يونسكو                             | 2 يونيو 1993                 | 4 نوفمبر 1946             |
|             | وكالة ضمان الاستثمار متعدد الأطراف | 19 مارس 1993                 | 10 مارس 1994              |
|             | الأمم المتحدة                      | 22 مايو 1992                 | 7 نوفمبر 1945             |
|             | الاتحاد البريدي العالمي            | ?                            | ?                         |
|             | البنك الدولي للإنشاء والتعمير      | 25 فبراير 1993               | 27 ديسمبر 1945            |
|             | الاتحاد الدولي للاتصالات           | 20 أكتوبر 1992               | 1910                      |
|             | منظمة حظر الأسلحة الكيميائية       | ?                            | ?                         |
|             | مؤسسة التمويل الدولية              | 25 فبراير 1993               | 3 أبريل 1957              |
|             | منظمة الشرطة الجنائية الدولية      | ?                            | ?                         |

## وصلات خارجية
- موقع وزارة الخارجية البوسنية
- موقع وزارة الخارجية الجنوب أفريقية